# باختر (تاجیکستان)
باخْتَر که در گذشته قرغان‌تَپه نامیده می‌شده، مرکز ولایت ختلان و سومین شهر بزرگ تاجیکستان است. نام این شهر در سال ۱۳۹۶ (۲۰۱۸) توسط فرمان امامعلی رحمان رییس‌جمهور تاجیکستان به طور رسمی از قرغان‌تپه به باختر تغییر کرد. قرغان واژه‌ای ترکی به معنی «قلعه» و «حصار» است. 
باختر در ۱۰۰ کیلومتری شهر دوشنبه واقع شده و شهر خوش آب و هوایی است. شهر باختر با ۱۰۲ هزار نفر جمعیت، سومین شهر بزرگ تاجیکستان است. این شهر مرکز صنعت پنبه در تاجیکستان است و جمعیت آن به‌جز تاجیک‌ها شامل اقلیت‌هایی از ازبک‌ها و روس‌ها نیز می‌شود.
کارگران مهاجر از این شهر که به روسیه رفته‌اند از دههٔ یکم سال ۲۰۰۰ کمک زیادی به اقتصاد شهر کرده‌اند. مخالفان سیاسی تاجیکستان بیشتر از باشندگان باختر هستند.
فرودگاه این شهر به‌طور رسمی فرودگاه بین‌المللی باختر نام دارد. دانشگاه تکنیکی تاجیکستان که برای مؤسسه‌ها و کارخانه‌های جمهوری مهندسان برق و الکترونیک، معماری و خدمات خودرو پرورش می‌دهد یک شعبهٔ پلی‌تکنیک در باختر دارد.  موزهٔ شهر باختر در سال ۱۹۸۱ میلادی بازگشایی شده‌ است.
شهر باختر در تابستان و پاییز سال ۱۹۹۲ صحنهٔ درگیری‌های شدید میان طرفداران دولت کمونیستی وقت و گروه‌های مسلح اسلامگرا بود و شاید شدت جنگ و خشونت و خرابی آن در هیچ جای تاجیکستان به اندازهٔ این شهر نبوده باشد. در خیابانی که پیشتر لومونسف و اکنون ختلان نام دارد، لوحهٔ بزرگی با اسامی کشته‌شدگان جنگ را می‌توان دید. این فهرست عده‌ای از افرادی است که در سال ۱۹۹۲ در درگیری‌های مسلحانه در جنوب تاجیکستان کشته شدند. فقر، بیکاری و مشکلات اجتماعی باعث پیوستن برخی از جوانان این شهر به گروه‌های تندرو اسلامی مانند داعش از یک سو، و گرایش به کارهای خلاف و جرایم، از سوی دیگر، شده‌است.

## پیشینه
تاریخ‌نامه‌ها و آثار جغرافیایی گواهند که قرغان‌تپه/باختر در گذشته لاوَکَند (لیوَکَند) نام داشته‌است. بنا بر بازیافته‌های باستان‌شناسی این شهر در جای قرغان‌تپه/باختر هنوز در زمان کوشانیان (سدهای یک تا چهار میلادی) وجود داشته‌است. آن شهر تا زمان گسترش اسلام در آسیای میانه یکی از آبادترین شهرهای وخش بوده‌است. در اواخر سده هفت و آغاز سده هشت این شهر را مسلمانان گرفتند و از آن پس در تاریخ‌نامه‌ها و آثار جغرافیدانان اسلامی این شهر با نام لاوَکند و لیوکند یاد شده‌است. 

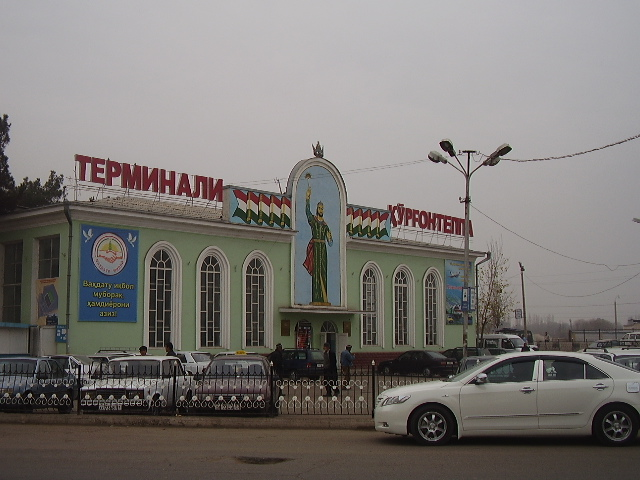
پایانهٔ مسافرتی شهر باختر (قرغان‌تپهٔ پیشین).

چنانچه ابواسحاق ابراهم ابن محمد فارسی استخری در مسالک و الممالک (نوشته شده در سال ۹۵۰ م.) می‌نویسد که از لاوکند  تا هـَلاوَرد  یک منزل و تا پل سنگین دو منزل راه بوده‌است. قدیمی‌ترین اثر جغرافیایی به زبان فارسی یعنی حدود العالم که در سال ۹۸۲ م. تالیف شده‌است  آورده که لیوکند از وخش است و «جایی است که از وی گوسپند وخشی خیزد».
مقدسی، یکی دیگر از جغرافیدانان مشهور سده دهم در کتاب معروفش احسن التقاسیم این شهر را لاوکند نوشته است.
بنا بر منابع تاریخی لیوکند در سده‌های دهم تا سیزدهم  یکی از دو شهر بزرگ وخش بوده ولی هنگام حمله مغول در سال ۱۲۲۱ به دست چنگیزیان نابود شوده است. در پی قتل‌عام لیوکندیان به دست مغولها نام شهر از یادها رفت و جایش نیز فراموش گشت. پس از هفتصد سال ویرانه‌های لیوکند را باستان‌شناس شوروی ت.ِای. زیمل پیدا کرد. در پی کاوش‌های باستانشناسی و بررسی‌های جغرافی آشکار شد که لیوکند همان خرابه‌های قرغان‌تپه/باختر است که بزرگ‌ترین خرابه‌ای است که از سده‌های میانه در بخش شمالی وادی وخش باز مانده‌است. ان شهر در کنار کانال قدیمی جویبار جای داشته و قلعه‌ای بوده‌است که از روز بنیاد تا آغاز سده بیستم در تأمین امنیت وخشان‌زمین نقش کلیدی داشته‌است.
آبادی دوباره شهر از سده شانزدهم آغاز می‌شود. نام کنونی شهر در تاریخ‌نامه‌های سده هفده آمده و برگرفته از قلعه‌ای است که بر تپه‌ای در مرکز شهر در میان جویبار و جوی خانم جای دارد. به گفته باستان‌شناسان این تپه هنوز در زمان حکمرانی کوشانیان وجود داشته‌است.

## اقتصاد
شهر باختر حدود ۴۰ واحد صنعتی و تولیدی در بخش‌های صنایع غذایی، مصالح ساختمانی، سنگ و سرامیک، استحصال پنبه و پنبه‌ریسی دارد. کارخانه تجهیزات و ترانسفورماتورهای برقی شهر قدمتی ۷۰ ساله دارد. در این کارخانه، ترانفسورماتورها، جعبه فیوزهای برقی و تجهیزات برق شهری تولید و برای مصارف داخلی در تاجیکستان و مقاصد صادراتی که بیشتر کشور افغانستان است ارسال می‌شود.
از بازارهای این شهر می‌توان به بازار حاجی شریف اشاره کرد که در طراحی آن بازار امکان حضور ۱۴ هزار صاحب کالا و مشاغل پیش‌بینی شده‌است. بازار حاجی شریف با یک ورودی نسبتاً عریض برای ورود و خروج خودروهای سبک و سنگین ساخته شده‌است. این بازار به صورت روباز ساخته شده اما چند پاساژ مسقف را نیز در خود جای داده است. در داخل این بازار انواع محصولات تولیدی در چین، تاجیکستان، ایران، افغانستان و پاکستان دیده می‌شود.